# Береснявичюс, Гинтарас
Гинтарас Береснявичюс (7 июля 1961, Каунас — 6 августа 2006, Вильнюс) — литовский религиовед, писатель и публицист.

## Биография
Родился 7 июля 1961 года в Каунасе. В 1979 году окончил каунасскую школу № 26 (ныне школа им. Симонаса Даукантаса). В 1984 году окончил исторический факультет Вильнюсского университета. После окончания института 2 года служил в советской армии, в бронетанковых войсках. С 1986 года работал в различных университетах и получил докторскую степень в 1993 году (научный руководитель Норбертас Велюс).
Он был автором и редактором многих научных книг. Написал более 100 научных статей. Считался одним из самых глубоких знатоков балтийской мифологии и истории религии. В 2003 году опубликовал учебник по религиоведению для и 11 и 12 классов школ.
Его очерки и комментарии появлялись главным образом в журнале «Naujasis Židinys» и еженедельной газете о культуре «Šiaurės Atėnai», в которых он был соредактором, а также на различных новостных интернет-порталах. Кроме того, он опубликовал несколько сборников эссе (также под псевдонимом Антанас Середа) и один роман. В 2001 году он получил награду от президента Литвы стал он за его сборник «Ant laiko ašmenų», посвящённый истории Литвы. В 2004 году он поддержал Казимиру Прунскене на президентских выборах.
Последние годы Береснявичюс работал в Центре исследования религии Вильнюсского университета, а также в Институте культуры, искусства и философии. Несмотря на его научные достижения и популярность его лекций в университете Каунаса, он не получил звание профессора.
Гинтарас Береснявичюс скончался 6 августа 2006 года при до конца не выясненных обстоятельствах. Достоверно известно, что он возвращался и бара, находясь в нетрезвом состоянии, и был задержан полицией. Согласно официальной версии, его смерть была вызвана сердечной недостаточностью и не связана с превышением полномочий сотрудниками полиции.

## Сочинения

### Научные работы
- Dausos. Klaipėda 1990.
- Religijų istorijos metmenys. Vilnius 1997. ISBN 9986-590-54-X
- Trumpas lietuvių ir prūsų religijos žodynas. Vilnius 2001. ISBN 9955-445-31-9
- Palemono mazgas. Palemono legendos periferinis turinys. Vilnius 2003. ISBN 9955-9557-9-1

### Беллетристика
- Ant laiko ašmenų. Vilnius 2002. ISBN 9955-445-41-6
- Zauber der baltischen Staaten. Estland - Lettland - Litauen. Fotos v. Kai U. Müller. Texte v. Gintaras Beresnevicius, Cornelius Hasselblatt, Detlev Henning u. a. München, GeraNova/Bruckmann, 2005. ISBN 3-86517-030-7